# 雷蒙·巴尔

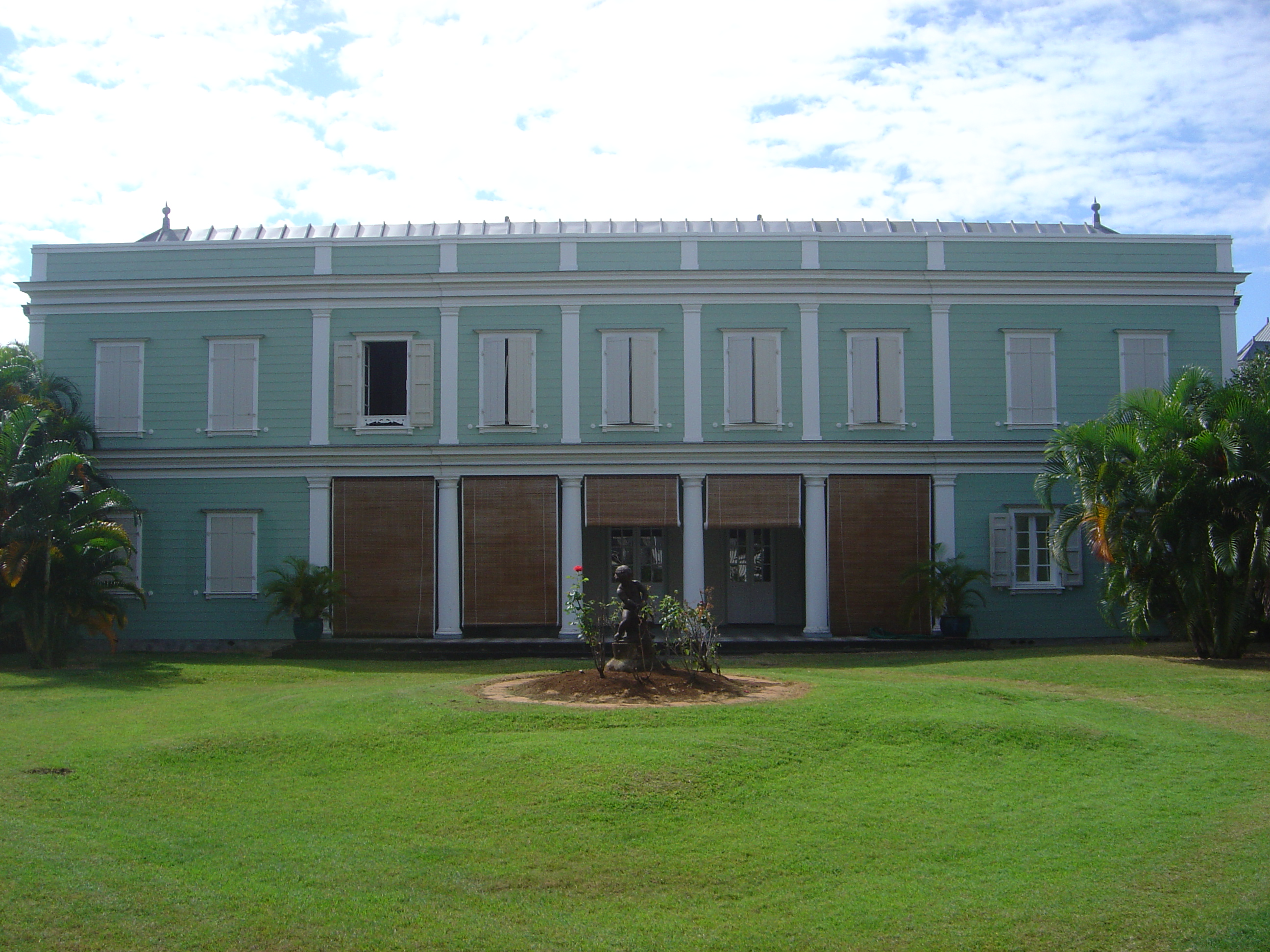
雷蒙巴尔出生的留尼汪圣-德尼房子

雷蒙·巴尔（Raymond Barre，1924年4月12日—2007年8月25日）是法国中间偏右的政治家和经济学家。他从1976年至1981年在瓦勒里·季斯卡·德斯坦下担任总理。他出生于法国海外省留尼汪岛圣-德尼。

## 生涯

### 职业生涯
雷蒙·巴尔是巴黎政治学院(Institut d'Études Politiques de Paris)的经济学教授，从1959年至1962年在工业和贸易部，他是让-马塞尔·让纳内员工的主任(director)。随后，在1967年戴高乐总统选择他作为欧盟委员会经济与金融事务的副主席。他一直住在布鲁塞尔，直到1973年1月，服务于雷、马尔法蒂和曼斯霍尔特主席下。1976年1月回到法国进入内阁任对外贸易部长。

### 总理
七个月后，虽然大多不明当时总统吉斯卡尔·德斯坦任命他为总理兼经济和财政部长。他向法国人民证明是"法国最好的经济学家" （法文：meilleur économiste de France)。
在领导的内阁，他面临着议会中的多数吉斯卡尔派("Giscardians")和雅克·希拉克领导的保卫共和联盟(RPR)的冲突，多数右派出乎意料地获得了1978年的立法选举。
巴雷也面临着经济危机。在面对工会的反对，他没有使用外交语言，嘲弄"the bearers of banners"(法文：les porteurs de pancartes)，他告诫“你应该努力，而不是抱怨”(instead of grousing, you should work hard)

### 总理后
他离职后，他被选为法国民主联盟(UDF)的罗讷省代理，他在议会中的席位，任至2002年。
2007年8月25日雷蒙·巴尔在巴黎慈恩谷(Val-de-Grâce)军事医院去世，年83岁。

## 争议

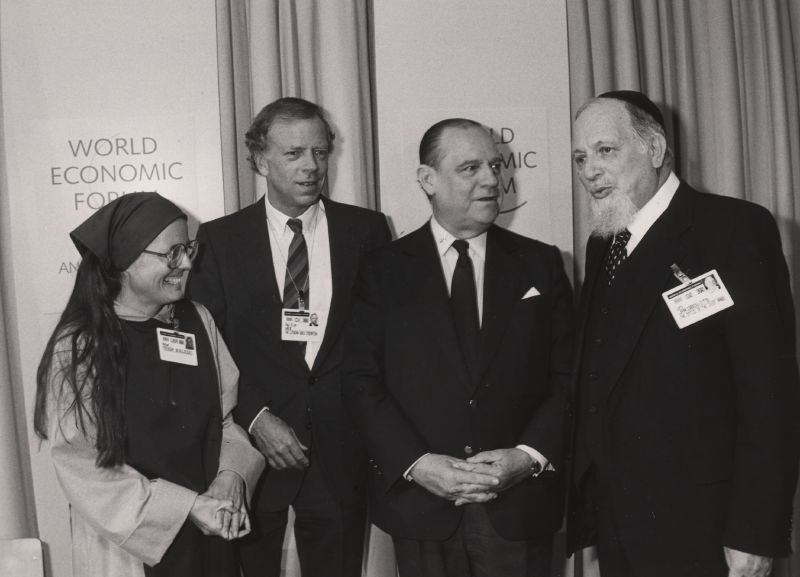
雷蒙·巴尔在1989年世界经济论坛站在特萨·别莱茨基(Tessa Bielecki)和犹太教教士伊曼纽尔·雅克博维茨旁边.

有几次，雷蒙·巴尔言论被理解为反犹，或者至少支持反犹太。在1980年，当时他是总理，在巴黎rue Copernic发生一个企图轰炸猶太教會堂，但炸弹在街头时，犹太人正在猶太教會堂出席安息日(Shabbat)，没有人出去，但一些非犹太旁观者被打死。雷蒙巴尔然后就说:
"A hateful attack which wanted to strike at the Jews who were in that synagogue, and which [instead] struck innocent French people who were crossing the street."
"可恶的攻击要攻擊就去攻擊在犹太教會堂里的犹太人，而[不是]击中过街的无辜的法国人" 。
争论爆发是因为巴尔的判决似乎暗示教會堂里的犹太人犯了错，而不是法国人。
2005年2月5日，雷蒙·巴尔谈到布鲁诺·哥尔尼奇为领导人之一的民族阵线党（被广泛认为是极右派） ：
"Gollnisch is a likeable person, he gets sometimes carried away by outrageous speech, but he's a good person."
"哥尔尼奇是一个可爱的人，他有时会得到忘乎，所以离奇谱辞，但他是一个很好的人."
后来，巴尔被批评为保卫通敌的莫里斯·帕彭对他的审判。他以他的指控发表以下声明 ：
" I am and have always been on the side of the Holocaust's survivors to condemn barbary and its accomplices"
"我一直就站在大屠杀的幸存者这边，谴责barbary(北非回教地域，海盗猖獗)及其帮凶"